# Hans Brandstetter
Pour les articles homonymes, voir Brandstetter.

Hans Brandstetter (né le 23 janvier 1854 à Michlbach, aujourd'hui Hitzendorf, mort le 4 janvier 1925 à Graz) est un sculpteur autrichien.

## Biographie
Il étudie à l'Ortweinschule puis à l'académie des beaux-arts de Vienne auprès d'Edmund von Hellmer et de Carl Kundmann puis fait des voyages à Rome et Paris. Il devient professeur à Graz en même temps que Wilhelm Gösser, son fils, et Jakob Gschiel (de).

## Œuvre
- Monument pour Robert Hamerling (de) à Graz.
- Monument pour Karl Morré (de) à Graz.
- Fontaine Peter Rosegger à Kapfenberg

## Source, notes et références
1. ↑  (de) « Hans Brandstetter », sur Austria-Forum (consulté le 19 novembre 2023).

- (de) Cet article est partiellement ou en totalité issu de l’article de Wikipédia en allemand intitulé « Hans Brandstetter » (voir la liste des auteurs).